# Megamind
Megamind (conocida como Megamente en Hispanoamérica) es una película cómica animada estadounidense de superhéroes. Producida por DreamWorks Animation y distribuida por Paramount Pictures. Se estrenó en Rusia el 28 de octubre de 2010 y el 3 de diciembre de 2010 se estrenó en Brasil. Las principales voces destacadas en el reparto son Will Ferrell, Tina Fey, Jonah Hill, David Cross y Brad Pitt. Fue dirigida por Tom McGrath.

## Argumento
Megamind es un alienígena antropomórfico azul con una enorme cabeza que llega a la Tierra con apenas ocho días de vida, ya que sus padres lo evacuaron a causa de la destrucción de su planeta por un agujero negro. Antes de despedirse, sus padres le explican para qué está destinado (aunque Megamind no puede oírlo, ya que el cristal insonorizador de su pequeña nave está bajado en ese momento). La misma situación ocurre con Metro Man, otro extraterrestre con forma humana. Su viaje por el espacio finaliza en la Tierra, donde Megamind iba a caer en una casa de una pareja millonaria pero Metro Man lo desvía hacia la cárcel, y es Metro Man quien acaba viviendo con los millonarios. Así, Megamind se hace amigo de los prisioneros, quienes le enseñan que el bien es malo y lo malo es bueno. Después de un tiempo, Megamind causa una fuga en la cárcel pero es detenido por el jefe de policía, quien lo encarcela y lo lleva al colegio (al que Megamind llama "culegio"). Al darse cuenta de que su talento es la causa de problemas, que no encaja en el colegio, y celoso de toda la atención que el joven Metro Man recibe, Megamind se convierte en un supervillano junto con su pez Esbirro para competir contra Metro Man.
Fuera del flashback, Megamind se encuentra ahora en la cárcel de Metro City, el día en que Metro Man se dispone a inaugurar un museo en su honor en la ciudad, y en ese momento el alcaide se dirige a él para entregarle un supuesto regalo de Metro Man: un reloj, "para que Megamind pueda contar el tiempo de sus 85 cadenas perpetuas", pero es el alcalde quien se lo queda. Megamind activa entonces un botón del reloj que convierte al alcalde, sin darse cuenta, en un clon de Megamind. Los guardias, confundidos, le encierran, y entonces el auténtico Megamind sale de la cárcel, donde Esbirro/Servil le espera.
Durante uno de sus muchos intentos de derrotar a Metro Man, Megamind secuestra a la reportera de televisión Roxanne Ritchi (quien en contra de lo típico no está de ningún modo asustada por el secuestro, pues Megamind la secuestra cada dos por tres). Megamind engaña a Metro Man haciéndole creer que están en el observatorio de Metro City, pero en realidad se encuentran en la base secreta del supervillano. El plan de Megamind es utilizar un rayo de energía solar para destruir a Metro Man, y éste muerde el anzuelo. En el observatorio, Metro Man le dice que su debilidad es el cobre ya que el observatorio esta reforzado con este material, para cuando Megamind se da cuenta ya es demasiado tarde: Metro Man muere asesinado por el rayo letal. Megamind, al principio, se alegra de haber matado a su viejo enemigo, y procede a vivir la vida de ensueño penal, asumiendo el control del ayuntamiento y el saqueo de la ciudad. Su felicidad es más una hipótesis que una realidad, ya que pronto cae deprimido por el hecho de que, sin alguien con quien luchar, su vida como supervillano ya no tiene sentido.
Roxanne decide visitar el museo de Metro City y, sin saberlo, Megamind también va. Roxanne se deprime por el final del superhéroe y Megamind se arrepiente de haberlo aniquilado. Los lamentos y divagaciones de Roxanne son interrumpidos por Bernard, un malhumorado trabajador del museo, que informa a la chica de que casi es la hora del cierre. Entretanto, Megamind decide destruir el museo, atormentado por los recuerdos sobre Metro Man, pero oye a Roxanne, y para que ésta no le pille, huye, tropezando con Bernard, que se burla de él por creer que es alguien disfrazado de Megamind, y no el auténtico. Megamind congela a Bernard y se disfraza como él, a tiempo de chocar también con Roxanne, y huir con ella del museo antes de que explote en pedazos. Al estar disfrazado de Bernard, ambos se dan cuenta de que tienen mucho en común y empiezan a salir. Roxanne le da la idea inicial para clonar los superpoderes de Metro Man y obsequiárselos a una persona. Sin embargo, cuando logra clonarlo, Roxanne se infiltra en la guarida secreta de Megamind. En medio de la persecución, la pistola que contenía una cápsula con todos los poderes de Metro Man es disparada accidentalmente y le da a Hal, lo que le otorga todos los poderes de Metro Man. Tras saber del accidente y saber quién era, Megamind manipula a Hal para convertirse en un superhéroe nombrándolo Titán, haciéndose pasar por su padrino espacial junto a su madrinastra espacial, quien realmente es Esbirro/Servil disfrazado. Por desgracia, al mismo tiempo, Megamind se enamora de Roxanne y empieza a salir con ella disfrazado de Bernard. Megamind pronto comienza a tener dudas acerca de ser un villano, encontrando más placer en establecer una relación con Roxanne, deshaciendo todos los estropicios que hizo en Metro City para hacerla feliz (devolviendo las cosas que robó y limpiando el parque, por ejemplo).Esbirro descubre la relación y discute con Megamind sobre el tema, afirmando que «el villano jamás obtiene a la chica». Frustrado, Megamind exclama que ya no quiere ser un villano, y que no necesita a Esbirro/Servil, haciendo que Esbirro/Servil se vaya.
Hal decide conquistar a Roxanne con sus nuevos poderes y le revela que él es Titán, pero Roxanne lo rechaza, diciéndole que no había y habrá más que una amistad. Titán se deprime y se muestra celoso de Bernard (quien es Megamind, disfrazado). Tras reunirse en un restaurante, Roxanne besa a «Bernard», pero mueve su reloj de transformación, el cual revela la verdadera identidad. Roxanne, sorprendida por el engaño, lo rechaza, ya que es incapaz de conciliar sus malas acciones pasadas con su nuevo comportamiento. Afligido, Megamind sigue adelante con su plan de lucha contra Titán. Queda con él en un lugar para luchar, pero Titán nunca aparece. Cuando va a buscarlo, Megamind ve que Titán había robado dinero y artículos de valor y que prefiere ser un supervillano al no obtener ninguna recompensa como héroe. Cuando Megamind le revela que fue él quien le manipuló para hacerle un héroe y que también era el "sosainas gafotas" que estaba con Roxanne, y se burla de él, Titán se enfurece y ambos empiezan a pelear. Sin embargo, a diferencia de Metro Man, Titán planea matar a Megamind, quien escapa después de descubrir que el cobre no le debilita como a Metro Man. Tras esto, Titán se convierte en un cruel supervillano y empieza a destruir la ciudad, mientras que Megamind le pide a Roxanne que le ayude a encontrar la guarida de Metro Man. Roxanne accede y van al colegio donde héroe y villano se criaron, ya que debajo de la escuela está la guarida de Metro Man. Ahí, descubren que Metro Man no murió en la explosión, sino que se aburrió de ser el  mejor superhéroe de todos los tiempos y no tener tiempo para él, por lo que en el observatorio fingió su muerte, siendo falsa su debilidad ante el cobre. Megamind y Roxanne tratan de persuadirlo para derrotar a Titán, pero él se niega. Roxanne pide a Megamind no dejar de luchar, pero él también se niega, alegando que él no es un héroe y que «el villano jamás obtiene a la chica». En lugar de eso se entrega a la cárcel en la que se crio y siempre fue enviado por Metro Man. Cuando Titán secuestra a Roxanne, le da un ultimátum a Megamind, diciéndole que si en una hora no se muestra para pelear, Roxanne moriría. Megamind se arrepiente de sus actos ante el jefe de la cárcel para tratar de salir, y del cruel e injusto modo en que trató a Esbirro, que siempre fue un amigo leal y este resulta ser Esbirro, disfrazado quien rescata a Megamind de la cárcel y ambos se enfrentan a Titán.
Esbirro/Servil, disfrazado de Megamind, rescata a Roxanne, pero es fatalmente herido en el proceso, mientras que el Megamind real se disfraza de Metro Man para hacer huir a Titán. Sin embargo, se equivoca y, como suele hacer, dice mal el nombre de la ciudad (Metrocity en España, Metrociudad en Hispanoamérica), por lo que Titán descubre el engaño. Después de recibir una paliza, Roxanne le revela a Megamind que la noche de la cita en el restaurante "ella sí miró atrás, y Megamind debería hacer lo mismo" Megamind entonces descubre su coche invisible y dentro la pistola drenadora de poderes, y la usa para extraerle a Titán el ADN de Metro Man de su cuerpo, con lo que vuelve a ser Hal Stewart. En cuanto a Esbirro/Servil, parece morir, pero Megamind simplemente lo arroja a una fuente, y con eso consigue reanimar a su viejo amigo.
Hal termina en la cárcel, mientras que Megamind es admirado por los ciudadanos de Metro City como su nuevo defensor de la ciudad. Roxanne acepta a Megamind y al fin consigue a la chica, gracias a que demostró ser un verdadero superhéroe, siendo observados por Metro Man, que también se alegra por el cambio de vida de su viejo amigo.

## Reparto
- Will Ferrell como Megamind (Megamente en Hispanoamérica), el protagonista de la cinta. Es un alienígena antropomórfico de piel azul que llegó a la Tierra cuando era un bebé. Debido a pasar gran parte de su infancia y vida en una cárcel, adoptó hábitos criminales, volviéndose el principal villano de  Metro City e incrementando su rivalidad con Metro Man, superhéroe de la ciudad, a quien ya conocía desde su llegada al planeta.
- Tina Fey como Roxanne Ritchi, una importante reportera.
- David Cross como Minion (Servil en Hispanoamérica y Esbirro en España), un alienígena antropomórfico en forma de pez terrícola. Es el listo y leal compañero Cyborg de Megamind.
- Jonah Hill como Hal Stewart/Titán, el antagonista principal y el camarógrafo que comparte amistad con Roxanne Ritchie. Su nombre es una mezcla de los personajes de Green Lantern Hal Jordan y John Stewart.
- Brad Pitt como Metro Man, un superhéroe y el archinémesis de Megamind.
- Justin Long como Brainbots, asistentes robóticos de Megamind. Poseen muchos talentos, incluyendo el vuelo y la pantalla de luz.
- Ben Stiller como Bernard, un conservador del museo.
- J.K. Simmons como Guardián, el alcaide de la Cárcel de Metro Ciudad.
- Justin Theroux como el padre de Megamind.
- Jessica Schulte como la madre de Megamind.
- Jack Blessing como el presentador de noticias.
- Tom McGrath como un guardia de la prisión.
- Christopher Knights como un guardia de la prisión.

## Doblaje
| Personaje             | Actor de voz original | Doblaje de Hispanoamérica | Doblaje de España   |
| --------------------- | --------------------- | ------------------------- | ------------------- |
| Megamind/Megamente    | Will Ferrell          | Juan Alfonso Carralero    | Luis Posada         |
| Metro Man             | Brad Pitt             | Marco Antonio Regil       | Daniel García       |
| Roxanne Ritchi        | Tina Fey              | Ludwika Paleta            | María Moscardó      |
| Minion/Servil/Esbirro | David Cross           | Luis Alfonso Mendoza      | Juan Antonio Soler  |
| Hal Stewart/Titán     | Jonah Hill            | Abraham Vega              | Ian Lleonart        |
| Padre de Megamind     | Justin Theroux        | Sebastián Llapur          | Gonzalo Abril       |
| Madre de Megamind     | Jessica Schulte       | Fernanda Tapia            | Marta Dualde        |
| Bernard               | Ben Stiller           | Ricardo Tejedo Cota       | José Posada         |
| Alcalde               | J.K. Simmons          | Blas García               | Miguel Ángel Jenner |

## Recepción
La película recibió críticas generalmente positivas de parte de la crítica y de la audiencia. En el portal de internet Rotten Tomatoes, la película posee una aprobación de 73%, basada en 175 reseñas, con una puntuación de 6.7/10 por parte de la crítica, mientras que de parte de la audiencia tiene una aprobación de 72% basada en 207 986 votos y con una puntuación de 3.8/5.
La página Metacritic le ha dado a la película una puntuación de 63 de 100, basada en 33 reseñas, indicando «reseñas generalmente positivas». Las audiencias de CinemaScore le han dado una puntuación de «A-» en una escala de A+ a F, mientras que en el sitio IMDb los usuarios le han dado una puntuación de 7.3/10, con base en más de 190 000 votos.

## Banda sonora
La banda sonora fue compuesta por Hans Zimmer y Lorne Balfe. La canción de Guns N' Roses, Welcome to the Jungle, fue usada en la escena en la que Megamente y Titán tienen su último enfrentamiento.
- Bad to the Bone - George Thorogood
- Highway to Hell - AC/DC
- Crazy Train - Ozzy Osbourne
- Back in Black - AC/DC
- Welcome to the Jungle - Guns N' Roses
- Bad - Michael Jackson
- Alone Again (Naturally) - Gilbert O'Sullivan
- A Little Less Conversation - Junkie XL, Elvis Presley
- Loving You - Minnie Riperton
- Mr. Blue Sky - Electric Ligh Orchestra
- Giant Blue Head - Megamind
- Tightenville (Hal's Theme) - Megamind
- Stars and Tights - Megamind
- Crab Nuggets - Megamind
- Mel-On-Cholly - Megamind
- Ollo - Megamind
- Roxanne (Love Theme) - Megamind
- Drama Queen - Megamind
- Rejection in the Rain - Megamind
- Black Mamba - Megamind
- Game Over - Megamind
- I'm the Bad Guy - Megamind
- Evil Lair - Megamind